# Йосип Ойстахер
Йосип Ойстахер (Джозеф «Док» Стачер, англ. Joseph «Doc» Stacher; 1902, Летичів, Російська імперія — 1977, Мюнхен, Західна Німеччина) — лідер єврейського кримінального синдикату, який поєднав єврейську та італійську мафію в національний злочинний синдикат США.
Йосип Ойстахер народився приблизно у 1902 році в Летичеві, звідки були родом також батьки Баґсі Сігеля. Його родина імігрувала до США у 1912 році. Ще підлітком, мешкав у місті Ньюарк, штат Нью Джерсі. Там він став вуличним хуліганом, викрадав товари з лотків, і згодом подружився з майбутніми єврейськими гангстерами Меєром Ланські і Абнером «Бурмилом» Цвіллманом.
У 1930-х роках він став працювати на Ланськи, і курирував гральні операції на Західному узбережжі, у тому числі й  Лас-Вегас. Йому належала частка в казино The Sands. Фактично, він був людиною № 2 при Ланськи.
Док Стачер домігся багатства і впливу, і при цьому тривалий час уникав уваги федеральних властей. Лише у 1964 році його притягли до відповідальності за ухилення від сплати податків. Уряд хотів вислати його з країни на батьківщину, але закон забороняв видавати людей країнам, де діють комуністичні режими. Через це Дока Стачера погодився прийняти Ізраїль (за чутками, за Стачера заступався Френк Сінатра, з яким Стачер щодня спілкувався в Лас-Вегасі).
В Ізраїлі Док Стачер допоміг групі авторів написати біографію Меєра Ланські. Наприклад, він розповів, що офіційним місцем роботи Ланськи була кухня при ресторані в казино Рів'єра. Гангстери любили піддражнювати Ланськи питаннями на кшталт: «Що у нас сьогодні в меню, кухар?».
Док Стачер помер 1977 року від серцевого нападу в готелі мюнхенського аеропорту.